# Francesco Panigarola
Francesco Panigarola (Milano, 6 gennaio 1548 – Asti, 31 maggio 1594) è stato un vescovo cattolico e predicatore italiano, vescovo titolare di Crisopoli di Arabia nel 1586 e vescovo di Asti dal 1587 al 1594.

## Biografia
Di origini aristocratiche, nacque a Milano presso porta Vercellina dai nobili Gabriele ed Eleonora Casati, in una delle case più prestigiose della città. Ultimo di quattro fratelli, fu battezzato con il nome di Girolamo.
La famiglia redigeva e conservava fin dall'età comunale l'archivio dell'Ufficio degli Statuti dello stato di Milano, che comprendeva i provvedimenti del comune, e quindi gli atti emanati dai signori e duchi di Milano, le liste dei banditi dallo Stato (Libri Bannitorum), le tutele dei minori, le gride, le citazioni e le condanne.

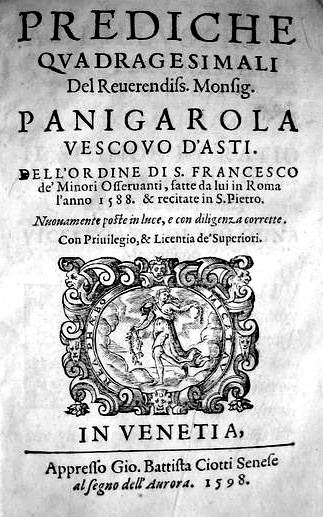
Frontespizio di un libro del XVI secolo con alcune prediche di mons. Panigarola

Fece i primi studi a Milano con gli umanisti Natale Conti e Aonio Paleario. A 13 anni fu mandato dal padre a studiare diritto presso l'Università degli Studi di Pavia e a 18, dopo un litigio con un rivale, si trasferì all'Università di Bologna dove venne in contatto con il ministro generale francescano dei frati minori che lo convinse ad intraprendere la carriera ecclesiastica.
Il 15 marzo 1567 vestì l'abito francescano nella Chiesa di Ognissanti a Firenze, prendendo il nome Francesco in onore dello zio, provinciale dell'Ordine a Milano. Professò i voti solenni il 15 marzo 1568 dopo un anno di noviziato a Firenze. Proseguì i suoi studi a Padova (dove ebbe per maestro Bernardino Tomitano) e a Pisa (dove ascoltò Andrea Cesalpino e Flaminio de' Nobili).
Nel 1571, all'età di ventitré anni, fu designato per predicare davanti al capitolo generale dell'Ordine a Roma. Le sue doti oratorie gli attirarono l'attenzione di papa Pio V, che lo inviò a Parigi al seguito del cardinal nipote Michele Bonelli per perfezionare i suoi studi teologici alla Sorbona.
A Parigi Francesco studiò i Padri della Chiesa, i Concili, il greco e l'ebraico. Uno dei suoi professori fu il teologo francescano François Feuardent. Al termine del biennio francese rientrò in Italia. Insegnò teologia a Firenze (1573-75), Bologna (1575-78) e Roma.
L'insegnamento non lo distolse dalla suo compito di predicatore: tra il 1574 ed il 1587, percorse in lungo e in largo l'Italia tenendo "quaresimali"  in moltissime città della penisola tra cui Genova, Pesaro, Venezia, Napoli, Mantova, Torino Bologna e Roma. In breve tempo la fama del Panigarola si diffuse in tutta Italia e spesso lo si poteva trovare a predicare presso la chiesa di Santa Maria in Ara Coeli o nella basilica di San Pietro in Roma.
Anche papa Gregorio XIII assisteva ogni anno alla predica del frate francescano e molti principi, ecclesiastici e nobili italiani fecero a gara per poter accaparrarsi la sua presenza. Famoso fu il suo contraddittorio a Rezia nel 1583, al seguito di san Carlo Borromeo con alcuni calvinisti, dal quale uscì vincitore. In Piemonte, entrò nell'ambito della corte del duca Carlo Emanuele che lo volle come suo prezioso consigliere spirituale. Nel 1586 venne consacrato vescovo titolare di Crisopoli di Arabia e inviato come suffraganeo a Ferrara. L'incarico durò solo tre mesi perché, in seguito alla morte di monsignor Della Rovere, il duca fece di tutto per insediare il suo fido predicatore alla carica di vescovo di Asti, anche contro il volere dello stesso che considerava la sede astigiana modesta.
In seguito alla morte il 4 novembre 1584 di san Carlo Borromeo, Panigarola venne incaricato di fare l'orazione funebre.

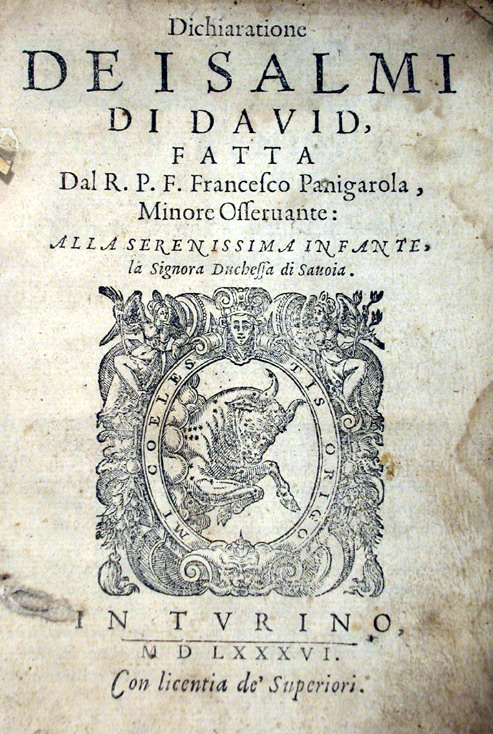
Raccolta di salmi di mons. Panigarola (XVI secolo)

Il 28 settembre 1587 assunse l'incarico di vescovo di Asti.
Il giorno dopo il suo ingresso in Asti, il Panigarola pubblicò un Editto contra banditi et fuoriusciti. La diocesi di Asti ormai decaduta a discapito della vicina capitale sabauda, aveva perso i fasti e gli splendori medievali, riducendo anche di molto gli introiti a disposizione della curia vescovile. L'economia astigiana aveva subito un tracollo e nelle campagne moltissimi erano i vagabondi o coloro che si davano al brigantaggio per il loro sostentamento.
Basti pensare che il vescovo, scrivendo al duca Carlo Emanuele nel 1591, affermava che la mensa vescovile di Asti:
Malgrado questo, il Panigarola, nel suo settenario, sposando in toto la politica tridentina di San Carlo Borromeo, si adoperò per la diffusione del catechismo popolare, effettuò alcuni sinodi diocesani e molte visite pastorali.
Nei sinodi tre furono i punti fondamentali:
- l'osservanza delle leggi ecclesiastiche (punto già portato avanti dal suo predecessore della Rovere)
- il culto e lo sviluppo del Santissimo Sacramento
- la regolamentazione della vita diocesana con la formulazione di un calendario liturgico, la compilazione di quattro registri riferiti ai battesimi, comunioni, matrimoni e decessi, la nomina di esaminatori sinodali

Sulla scia del vescovo Scipione Roero, promulgò la "caritas" cristiana, fondando la Compagnia di Santa Marta per l'assistenza ai poveri ed agli infermi.
Inviato in Francia come assistente del legato pontificio, il cardinale Enrico Caetani, ritornò ad Asti dopo l'abiura di Enrico IV. Panigarola venne trovato morto la mattina del 31 maggio 1594 ai piedi di un inginocchiatoio con in mano il crocefisso. Venne sepolto in Cattedrale nel presbiterio. L'orazione funebre fu pronunciata da Giovanni Dalle Armi. Una lapide ricorda il luogo della sepoltura.
Panigarola scrisse opere di teologia, compendî, commenti, lezioni e varie raccolte di prediche (Homeliae pro Dominicis, Venezia 1600; Cento ragionamenti sopra la passione di N.S., Venezia 1585; Discorsi sui Vangeli della Quaresima, Roma 1596; ecc.). Lasciò anche un manuale, Il predicatore ossia parafrasi e commento intorno al libro dell'eloquenza di Demetrio Falereo, che ebbe autorità e fortuna. Fu senza dubbio oratore insigne, accostabile a Paolo Segneri per la cura dell'elaborazione artistica delle sue prediche e per il vigore del ragionamento; ma gli nocquero gli schemi retorici che troppo amava, e l'indulgere alle fiorettature formali preludenti al secentismo.

## Opere

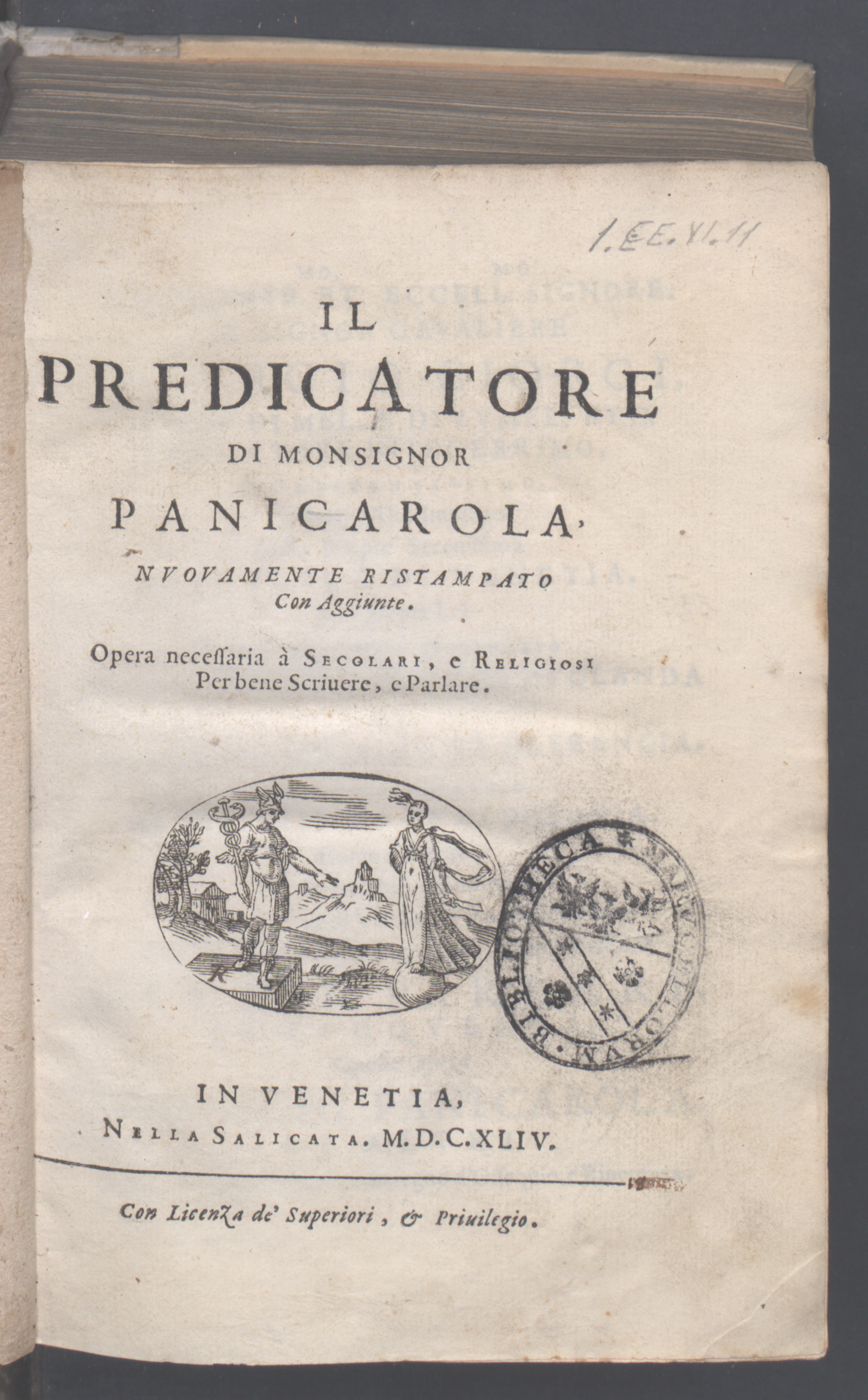
Predicatore, 1644. Da BEIC, biblioteca digitale

Melchiorri (Annales Min. cont. XXIII ad a. 1594, n. 76-81) fornisce l'elenco più completo delle opere di Panigarola. Le più importanti sono:
- Il Compendio degli Annali Ecclesiastici del Padre Cesare Baronio, Prima Parte, Roma, per gli Heredi di Giovanni Gigliotto, 1590.
  -  Gli annali ecclesiastici ... ridotti in compendio, (comprende solo il primo volume degli Annales Ecclesiastici di Baronio), Prima Parte, 2ª ed., Venezia, appresso la Minima Compagnia, 1593.
- B. Petri Apostolorum Principis Gesta ... in rapsodiæ, quam catenam appellant, speciem disposita, Asti, 1591.
- Lettioni sopra dogmi, dette Calviniche, Venezia, 1584. Quest'opera, tradotta in latino (Milano, 1594), fu attaccata da Giacomo Picenino nella Apologia per i Riformatori e per la Religione Riformata contro le Invettive di F. Panigarola e P. Segneri, Coira, 1706.
- Il Predicatore di F. Francesco Panigarola ... overo Parafrase, comento e discorsi intorno al libro dell'Elocutione di Demetrio Falereo, Venezia, 1609.
  -  Francesco Panigarola, Il Predicatore, In Venetia, nella Salicata, 1644.
- Specchio di Guerra, Bergamo, 1595.

Scrisse anche commentari a vari libri biblici (Salmi, Geremia etc.) e molte raccolte di sermoni, pubblicati in italiano e in latino (Cento ragionamenti sopra la passione di N.S., Venezia 1585; Discorsi sui Vangeli della Quaresima, Roma 1596; Homiliae pro Dominicis, Venezia 1600; ecc.). I suoi sermoni furono tradotti anche in francese.

## Genealogia episcopale
La genealogia episcopale è:
- Cardinale Guillaume d'Estouteville, O.S.B.Clun.
- Papa Sisto IV
- Papa Giulio II
- Cardinale Raffaele Sansone Riario
- Papa Leone X
- Papa Clemente VII
- Cardinale Antonio Sanseverino, O.S.Io.Hieros.
- Cardinale Giovanni Michele Saraceni
- Papa Pio V
- Cardinale Innico d'Avalos d'Aragona, O.S.Iacobi
- Cardinale Scipione Gonzaga
- Vescovo Francesco Panigarola, O.F.M.